# جکی فیشر (بازیکن فوتبال، زاده ۱۹۲۵)
جکی فیشر (انگلیسی: Jackie Fisher; ۱۹ ژوئن ۱۹۲۵ – ۱۷ ژانویهٔ ۲۰۲۲) بازیکن فوتبال اهل بریتانیا بود.
از باشگاه‌هایی که در آن بازی کرده‌است می‌توان به باشگاه فوتبال رامزگیت، باشگاه فوتبال میلوال، باشگاه فوتبال ای‌اف‌سی بورنموث، و باشگاه فوتبال یئوویل تاون اشاره کرد.